# 羅國棟
羅國棟（1966年3月3日—），印度外交官，曾任印度驻台湾代表，印度驻印度尼西亚、东帝汶大使，印度驻荷兰大使，現任印度駐中華人民共和國大使。

## 經歷
羅國棟1990年進入印度外交部，通曉華語，曾派駐過香港、北京、模里西斯和印尼，其中北京派駐過兩次。
2009年10月，羅國棟奉派至臺灣擔任印度台北協會會長（即印度駐臺代表）。2013年8月調回印度外交部擔任司長級主管。
2017年中印在洞朗發生軍事對峙時，羅國棟正擔任印度外交部聯合祕書（東亞）。2017年9月至2020年12月，印度駐印尼和東帝汶大使。2021年1月至2022年2月任印度駐荷蘭大使和印度常驻禁止化學武器組織代表。
2021年12月20日，羅國棟被任命爲印度駐中華人民共和國大使。2022年3月14日，羅國棟上任。2023年4月24日，羅國棟向國家主席習近平遞交國書。有中国观察家认为通晓普通话的羅國棟应该对中国更了解，态度也可能更友好，此任命是修复中印关系的正面讯号。也有研究者表示了解中国并不代表会对华友好，且大使个人在双边关系中的决定性影响不大。

## 个人生活
罗国栋已婚，育有两个女儿。